# 昭莫多之战
昭莫多之战是清朝平定准噶尔的一场战役，清朝感受到准噶尔汗国将成为清朝的威胁，于是发动战争，并获得胜利。

## 背景
准噶尔汗国崛起后，噶尔丹要统一蒙古，1687年，攻入喀尔喀蒙古，次年到内蒙古乌珠穆沁，一路到达赤峰附近的乌兰布通，蒙古诸部无法抵挡，联名向清朝康熙帝求救，康熙皇帝认为噶尔丹威胁清朝统治，命10万军队在乌兰布通之战中击败噶尔丹的2万军队。噶尔丹仅率数千人逃回科布多。同时，策妄阿拉布坦率军进攻噶尔丹后方，控制了北到额尔齐斯河上游，东到乌布苏湖的整个地区。

## 过程
1695年噶尔丹军3万进兵喀尔喀，扬言獲得数万俄罗斯沙皇国兵支持。康熙皇帝再次御驾亲征，康熙三十五年（1696年）农历二月三十日离京出发，六月初九日回京，共98天。康熙帝率京师八旗兵及火器营兵共3万余人为中路军出独石口（今河北赤城北）北上；黑龙江将军萨布素统领盛京（今沈阳）、宁古塔（今黑龙江宁安）、黑龙江（今爱辉）、科尔沁兵，9000余人为东路，出兴安岭沿克鲁伦河西进；费扬古为抚远大将军，率4万余人为西路，分别自归化（今呼和浩特）、宁夏（今银川）北上，粮草改车运为驼运。噶尔丹得知御驾亲征，放火烧草原。俄国与西藏没有派兵来援。西路军将噶尔丹等2000余骑诱至昭莫多（今蒙古国乌兰巴托迤南）。昭莫多北依肯特山，东峙丘陵，西临河水。费扬古按康熙帝旨意，下马迎战，用火器、弓箭攻击噶尔丹，激战自中午至黄昏，清军分兵为四：一路沿河设伏；一路从山上呼奔而下冲击；一路横冲入阵，一路袭其后队辎重。噶尔丹军寡不敌众，败逃。清军在月下追杀30余里。
此役击毙噶尔丹妻阿努等两千多人、降二千人。缴获牛2万头，羊4万只，庐帐、器械、佛像、经卷等。

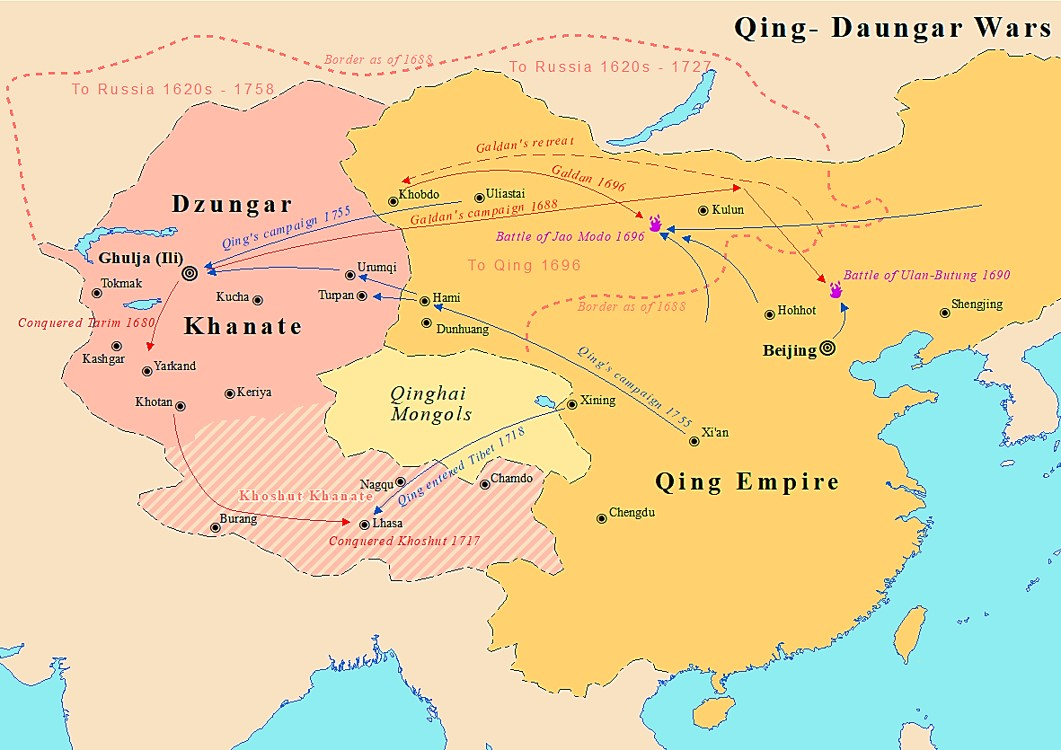
昭莫多之战的地点

噶尔丹仅率二十余骑逃脱。次年暴死。